# Terex
Terex Corporation (NYSE: TEX) er en amerikansk producent af lifte, kraner, mineudstyr og entreprenørmaskiner. De har en årsomsætning på ca. 4 mia. $ samt 8.600 ansatte.
Terex var oprindeligt en division i General Motors, som indførte navnet Terex i 1968.
De sælger deres produkter under mærker som: Terex, Terex Crown Design, Works For You, Genie, Powerscreen, Finlay, EvoQuip, CBI, Ecotec, Fuchs, Advance, Bid-Well, Simplicity, Cedarapids, Canica, Jaques og Franna.